# Haslev Dyrskue
Haslev Dyrskue er en dansk dokumentarisk optagelse fra 1907 foretaget af Peter Elfelt.

## Handling
Præsentation af heste og kvæg. Skuets gæster og deltagere promenerer forbi kameraet med et orkester i spidsen.